# Сыртланова, Магуба Гусейновна
Магуба Гусейновна Сыртланова (15 июля 1912, Белебей, Уфимская губерния — 1 октября 1971, Казань) — гвардии старший лейтенант, заместитель командира эскадрильи 46-го гвардейского Таманского женского авиационного полка ночных бомбардировщиков. Герой Советского Союза.

## Биография
Родилась 15 июля 1912 года в Белебее. По национальности татарка. Окончила в Белебее татаро-башкирскую школу (семилетку), предшественницу средней школы № 2.
С 1932 года по направлению комсомола Магуба поступила в Балашовскую лётную школу. Окончила аэроклуб и планёрную школу в Тбилиси.
В Красной Армии с июля 1941 года, призвана Тбилисским горвоенкоматом. Член КПСС с 1941 года. На фронтах Великой Отечественной войны — с декабря 1942 года. Сражалась на Северном Кавказе, Таманском полуострове, в Крыму, Белоруссии, Польше и в Восточной Пруссии. В боях проявляла исключительную смелость, мужество и отвагу, совершила 780 боевых вылетов с боевым налётом 928 часов, сбросила 190 тонн бомбового груза. В самых сложных метеорологических условиях Сыртланова с большой точностью выводила группы самолётов в заданные районы.
После войны М. Г. Сыртланова жила в столице Татарстана — городе Казани. С 1951 по 1962 годы она работала на заводе «Электроприбор» контролёром.
Персональная пенсионерка.

Умерла 1 октября 1971 года, похоронена на Татарском кладбище Казани.

## Награды
- 15 мая 1946 года за мужество и отвагу гвардии старший лейтенант Сыртланова Указом Президиума Верховного Совета СССР была удостоена звания Героя Советского Союза с вручением ордена Ленина и медали «Золотая Звезда» (№ 8261)[4];
- орден Красного Знамени (28.05.1943)[6];
- орден Красного Знамени (22.05.1945)[7];
- орден Отечественной войны 2-й степени (30.10.1943)[8];
- орден Красной Звезды (26.04.1944)[9];
- медаль «За оборону Кавказа» (1944);
- другие медали.

## Память
г. Белебей

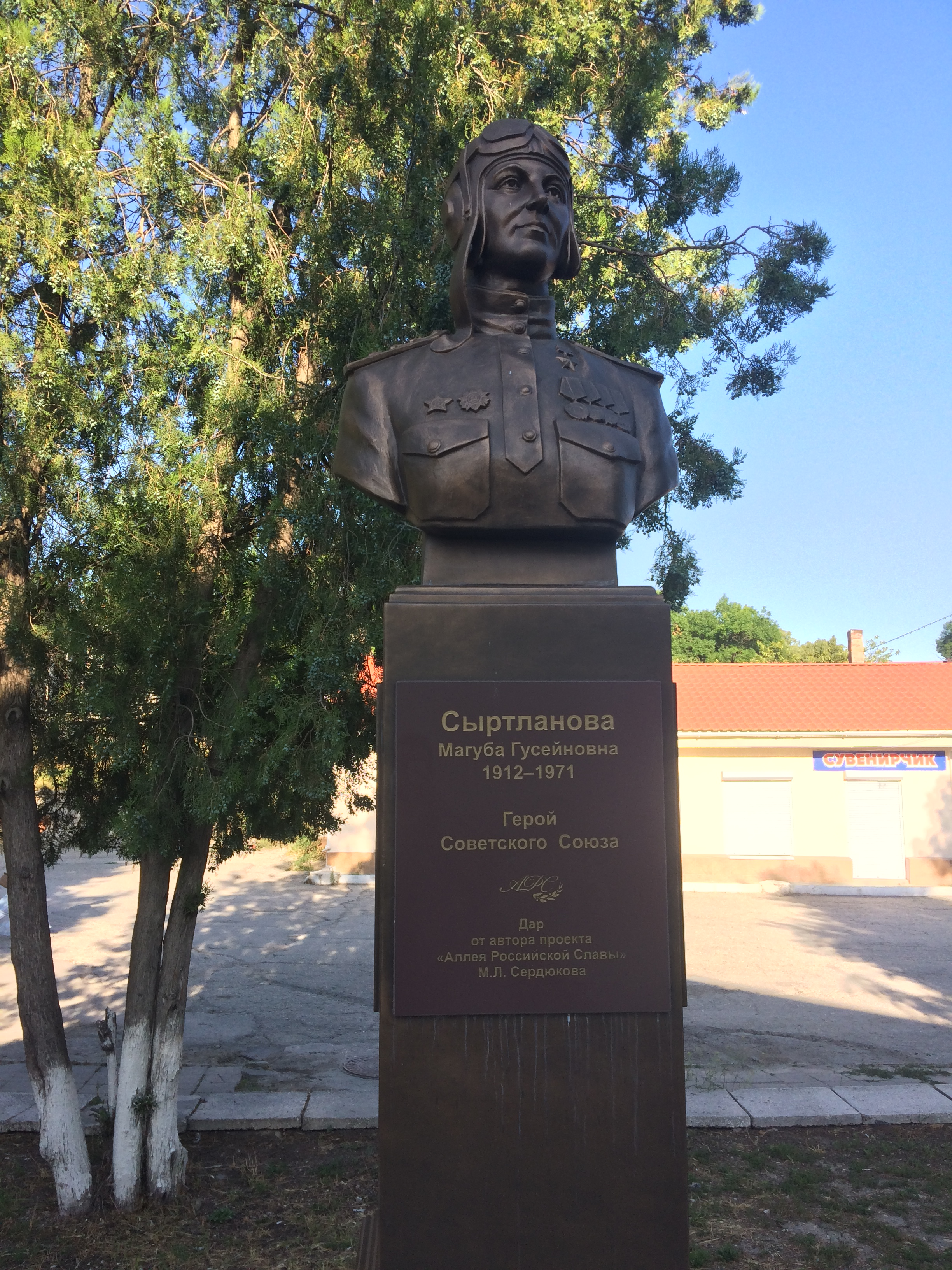
Бюст в Белогорске

- В школе № 2 открыт Музей Сыртлановой и 46-го женского авиаполка ночных бомбардировщиков[10].
- В Белебее её имя носит улица (улица Сыртлановой) и средняя школа № 2[11]. На здании школы № 2 (ул. Чапаева, 73) размещена памятная доска с надписью

«В нашей школе учился Герой Советского Союза Сыртланова Магуба Гусейновна. Лётчик»— belebey.bashkortostan.ru/about/places/325996/
На здании по адресу ул. Сыртлановой 30/1
размещена памятная доска с надписью

«Улица названа в честь уроженки города Белебея, Героя Советского Союза, Гвардии старшего лейтенанта, заместителя командира эскадрильи 46-го гвардейского Таманского женского авиационного полка ночных бомбардировщиков Магубы Гусейновны Сыртлановой»— belebey.bashkortostan.ru/about/places/325996/
9 сентября 2017 года рядом средний школы № 2 был открыт памятник Магубе Гусейновне Сыртлановой.
г. Казань
- Имя М. Г. Сыртлановой носят улица[11] и казанская гимназия № 52. В гимназии существует музей имени Магубы Сыртлановой, где выставлены её личные вещи[12]. Во дворе гимназии поставлен памятник Героине.
- В Музее-мемориале Великой Отечественной войны в Казанском кремле существует экспозиция с личным вещами М.Г. Сыртлановой[13].
- На доме № 1 по улице Искра в Казани, где М. Г. Сыртланова жила с 1956 по 1971 годы, размещена памятная доска.
- В 2017 году обсуждался вопрос об установке в Казани памятника М.Г. Сыртлановой[14].

г. Белогорск
- Бюст установлен в 2017 году, скульптор — Михаил Сердюков[15].

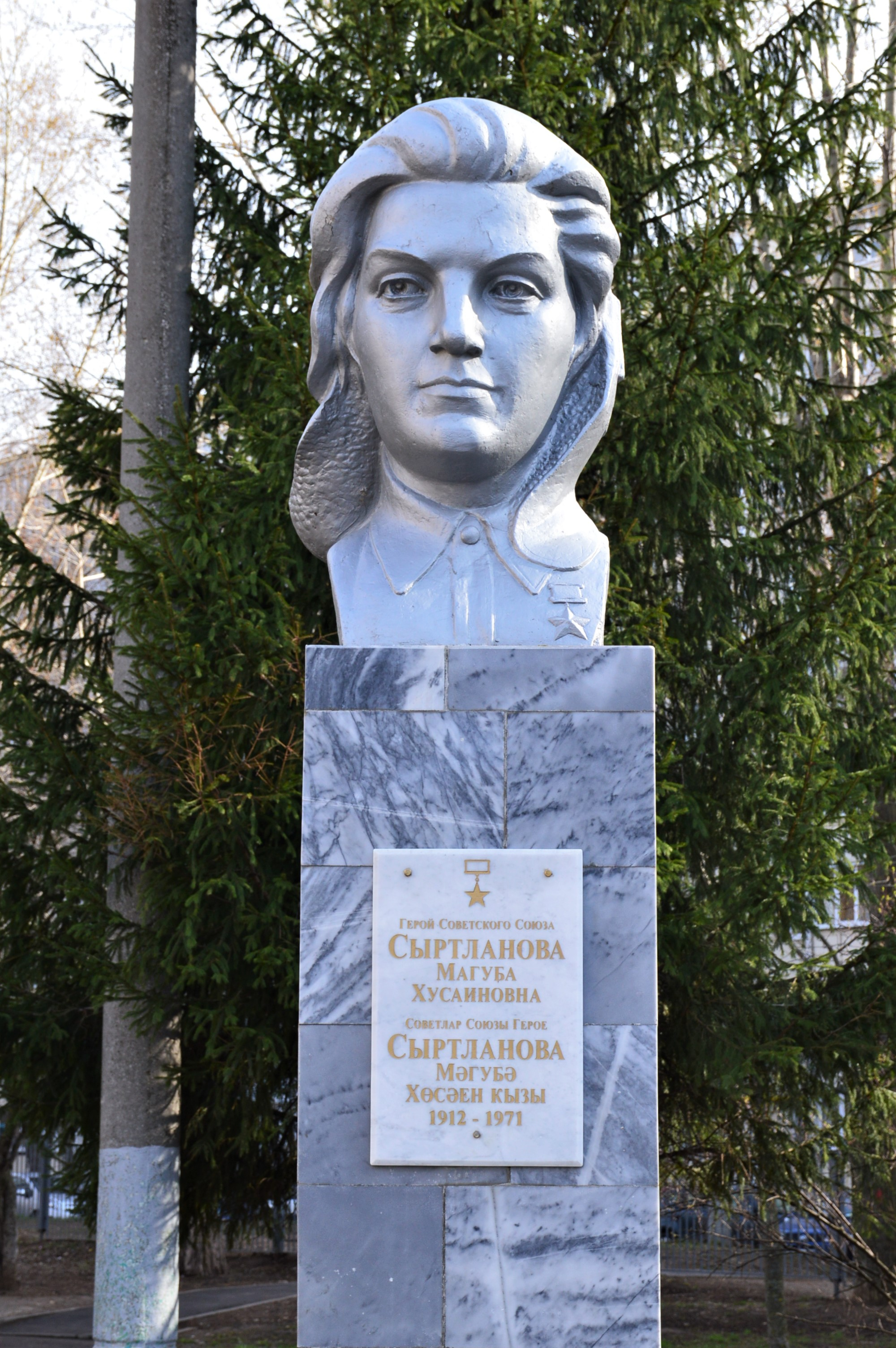
Бюст в Казани